# Kulfon, co z ciebie wyrośnie?
Kulfon, co z ciebie wyrośnie – polski serial dla dzieci, emitowany w Wieczorynce.

## Obsada
- Mirosław Wieprzewski – Kulfon
- Zbigniew Poręcki – Żaba Monika
- Andrzej Marek Grabowski – profesor Ciekawski
- Andrzej Arciszewski
- Ewa Pręgowska
- Piotr Pręgowski
- Wojciech Walasik
- Maciej Kujawski
- Maja Rynkiewicz
- Maciej Rynkiewicz
- Iga Bartosik
- Ewa Kurysia
- Mateusz Wojciechowski

## Spis odcinków
- Nowi lokatorzy
- Książka z przygodami
- Ale w zoo jest wesoło
- Zdobywcy kosmosu
- Z piratami nie ma żartów
- Teatralne wydarzenie sezonu
- Rakietrower
- Wciągające zajęcie
- Sport to zdrowie
- Ptasia przygoda
- Ratunek dla bałwanków
- Najgłupszy kawał
- Pimpuś, na pomoc!
- Zębobajka
- Z bakteriami nie ma żartów
- Budowlana awanturka
- Monika w niebezpieczeństwie
- Kinodraka
- Spokojnie jak w muzeum
- Prawdziwego poznaje się w biedzie
- Niegrzeczna przygoda
- Lodowe królestwo
- Grzeczni zdobywcy kosmosu
- Smacznego, kudłaty kolego!
- Konkurs ogrodniczy
- Kulfoniasty porządeczek